# 藍灣半島

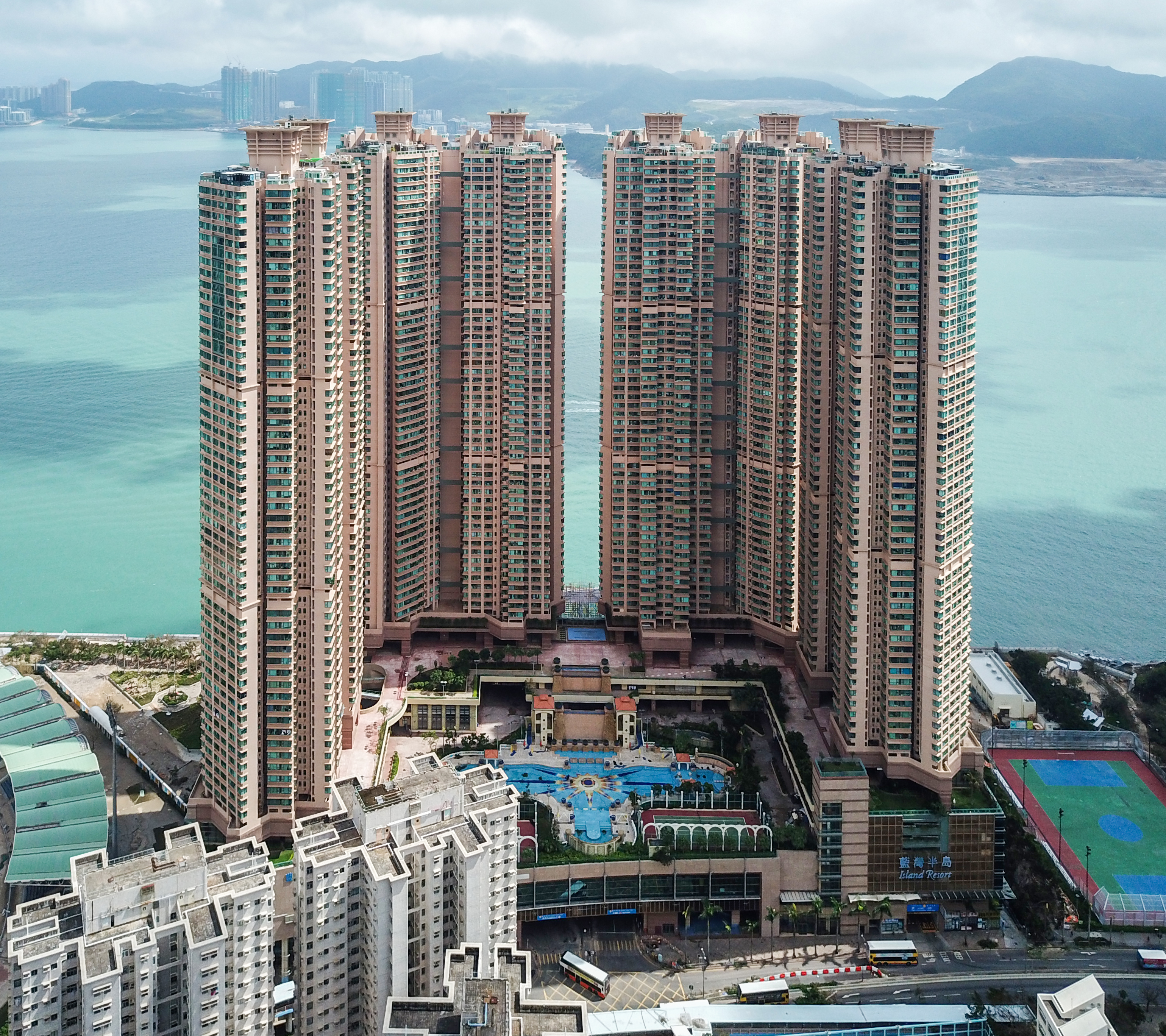
藍灣半島基座由下而上建有巴士總站、商場、停車場及住客會所

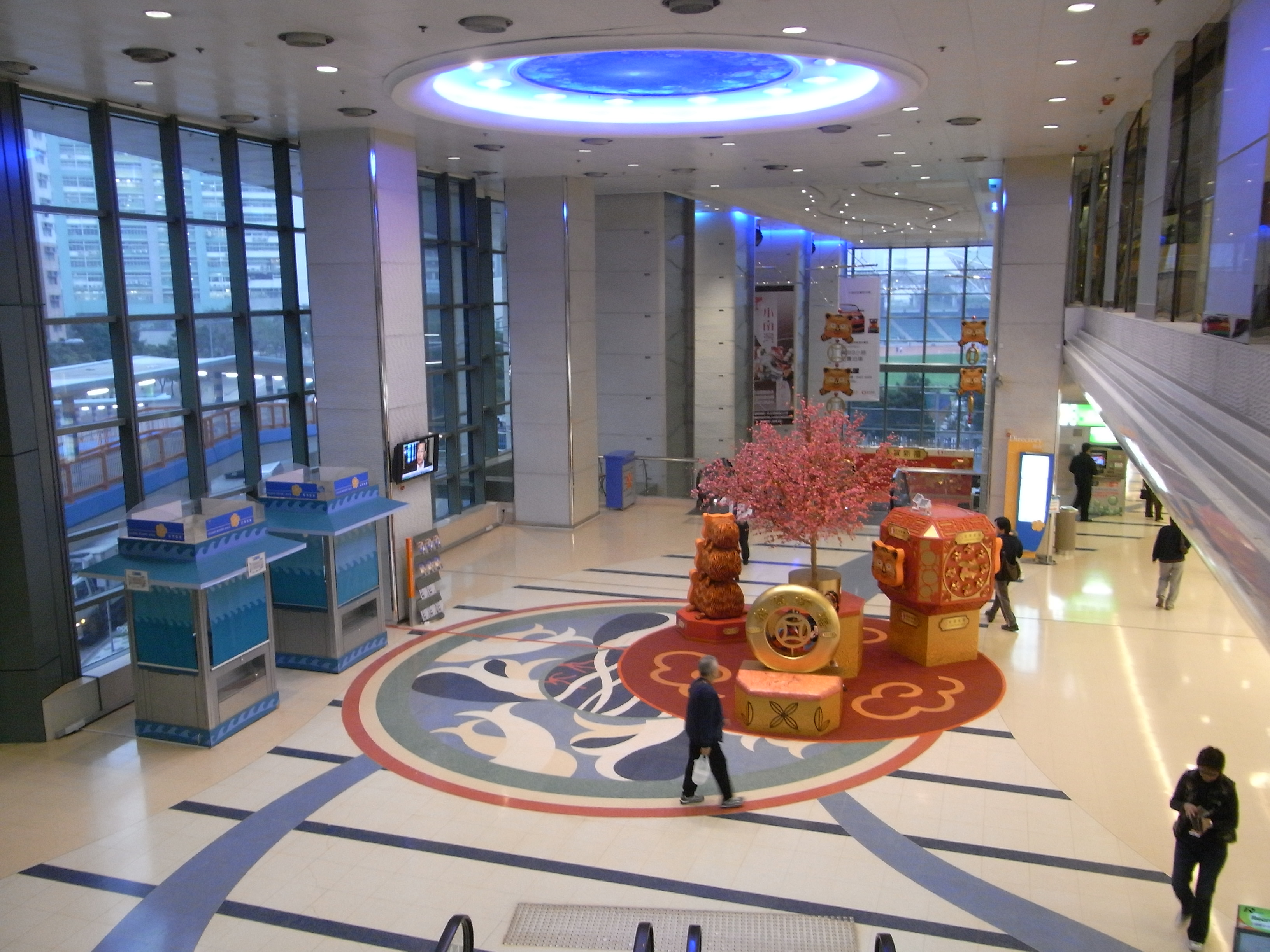
藍灣廣場

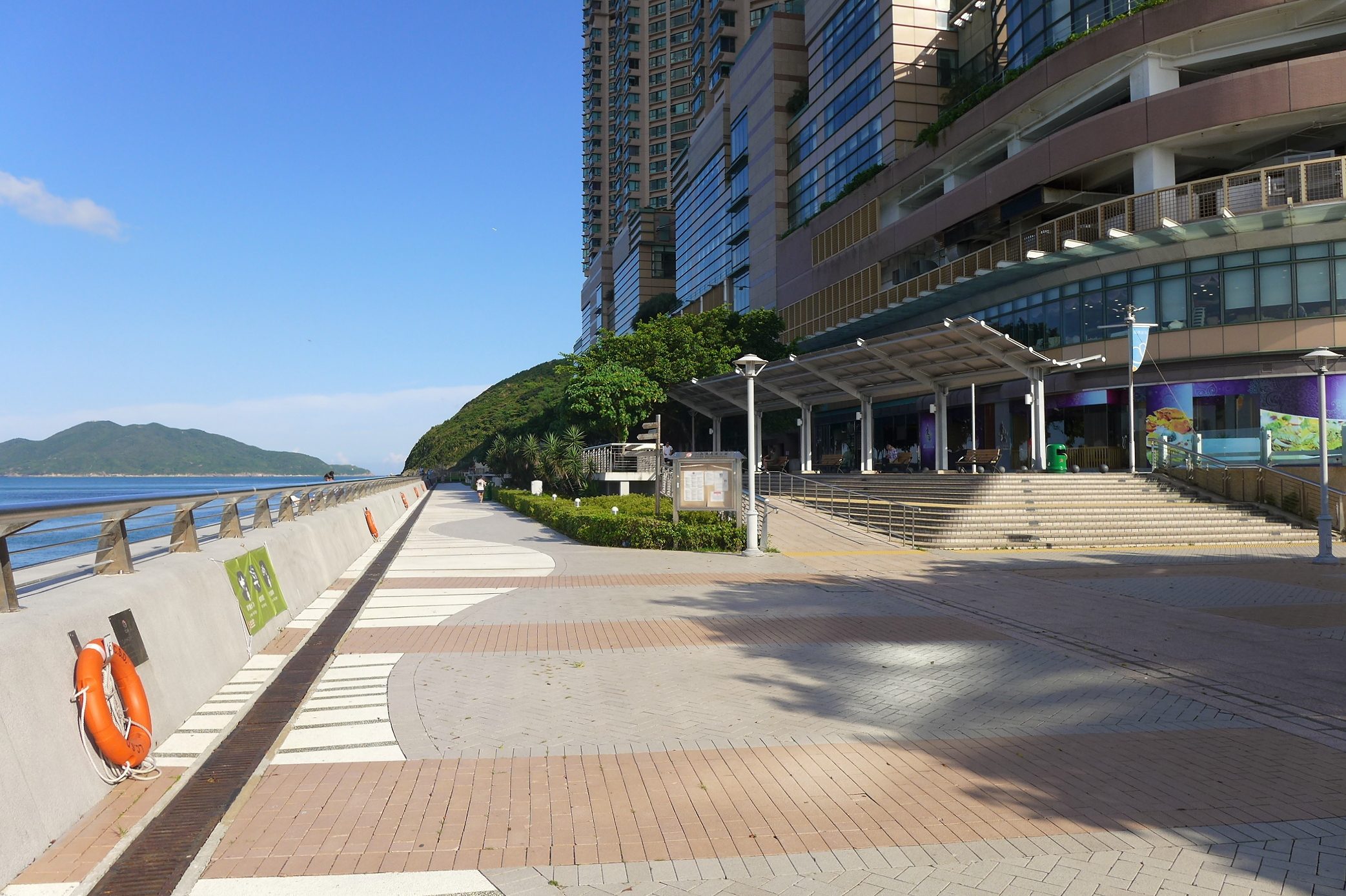
藍灣半島旁建有海濱長廊

藍灣半島（英語：Island Resort）是位於香港香港島柴灣小西灣道28號的一個大型私人屋苑，由信和置業、中國光大集團、維德集團及中國銀行（香港）組成的財團合作發展，屋苑在1998年動工，於2001年4月落成入伙。
藍灣半島共有8座，提供3,098個單位。每座有62層，高202米，高層可遠眺觀塘、油塘、日出康城及藍塘海峽景致。藍灣半島的實用面積由323呎至1,464呎。
藍灣半島為中原城市領先指數成份屋苑之一。

## 住宅
藍灣半島由八幢住宅大廈（1至9座，不設第4座） 組成，每幢樓高51至52層（1至5座為51層，6至9座為52層），各配置五部升降機。各座的7樓至頂層（62或63樓）屬住宅樓層，每層各設7至8伙單位，合共提供3,098個分層住宅。單位的實用面積介乎323至1,464平方呎，間隔涵蓋一至五房，戶戶採用獨立式廚房設計。戶型分有標準戶、連天台戶、相連特色戶及複式戶四種。

### 標準戶
標準戶共有3,038伙，分佈於各座頂層以下，樓底高度普遍為8呎6吋或8呎7吋，建築面積由478至1,227平方呎（實用面積由323至875平方呎），有1房2廳（連套房）、2房2廳、2房2廳及多用途房、3房2廳（連套房）、3房2廳（連套房）及工人套房等多種間隔可以選擇；

### 連天台戶
連天台戶共有42伙，分佈於1至9座頂層，各配置約279至762平方呎天台，建築面積由511至1,178平方呎（實用面積由330至748平方呎），間隔基本上與標準戶一致；

### 相連戶
相連戶共有2伙，位於1座62樓C室及5座62樓A室，建築面積分別為2,011及2,035平方呎（實用面積為1,383及1,398平方呎），間隔均為4房2廳（連雙套房）及工人套房，配置逾1530平方呎平台及天台；

### 複式戶
複式戶共有16間，位於第6至9座頂層A至 D室，建築面積介乎1,973至2,175平方呎（實用面積由1,348至1,464平方呎），間隔分有4房2廳（連套房）及工人套房、5房2廳（連套房）及工人套房兩種，各配置793至917平方呎平台及天台。

## 屋苑設施
藍灣半島住客會所，以度假式概念設計，面積達32萬方呎，耗資逾1億元興建。設施包括1.4萬方呎瀑布式泳池、兒童腳踏式音樂噴水池、室內泳池、健身室、網球場、壁球場、閱讀室、保齡球場、多用途會議室、麻雀室、音樂創作室、鋼琴室及燒烤場。其中Erno Laszlo護膚中心設各式按摩器材、薰浴池、桑拿浴室、腳底穴位按摩室等設備。
各座住宅均配備迅達Miconic 10智能分配升降機系統，為香港首個住宅項目配備該系統。居民須使用住戶智能卡出入，並與迅達Miconic 10智能分配系統相互配合運作。

## 生活配套
生活配套方面，樓盤基座設有約20萬呎商場藍灣廣場，而區內除了民生商店、食肆及街市一應俱全外，屋苑附近亦座落多間小學及中學，方便住戶子女就學。社區康樂設施方面，屋苑毗鄰小西灣運動場、海濱公園及海濱長廊；區內另有小西灣綜合大樓（內設公共圖書館、游泳池、體育館及社區會堂）、小西灣道花園、柴灣游泳池及池畔公園等供公眾使用。

## 交通
交通方面，藍灣半島有巴士及小巴接駁港鐵杏花邨站及柴灣站。而屋苑附近亦有多條巴士及小巴路線，來往柴灣至中環、旺角、深水埗、黃大仙、馬鞍山、西貢、沙田及機場等多處地方。

## 教育
藍灣半島納入中學港島東區校網，而小學則隸屬16號校網，區內有不少中小校舍，例如中華基督教會基灣小學（愛蝶灣）、慈幼學校、愛秩序灣官立小學、中華基督教會基灣小學及聖馬可小學等；中學則有庇理羅士女子中學、嘉諾撒書院、張祝珊英文中學、香港中國婦女會中學、聖馬可中學、港島民生書院及筲箕灣官立中學等優良學校。屋苑亦鄰近法國國際學校 (柴灣校舍)。

## 歷史
藍灣半島的地皮在1997年3月25日，由以上財團以118億2000萬港元投得，在2017年內房龍光地產、合景泰富以168億投得鴨脷洲利南道住宅地前，是香港最高成交價「地王」；但由於樓市隨即於同年秋天下跌，發展商向政府改圖則，增加地皮可建築樓面面積，後來被審計署於報告批評地政總署沒有另外收取補地價。

### 地價
地皮總面積25,592平方米，為港島住宅（甲類）地皮，住宅部分的地契擬稿於拍賣前列明為6.5倍地積比（當作新發展區），及後刪除，但仍列明需為公眾興建公共交通交匯處和公眾停車場，而公眾停車場列明計入建築樓面面積（Permitted GFA）之中。地皮又因柴灣分區計劃大綱圖而享有樓宇最低三層47,536平方米商用樓面作基座商場。
當時的柴灣分區計劃大綱圖並沒有列明該地段的住宅地積比，使地盤沒有一個具法律效力的發展上限，由賣地後政府部門左右地盤的發展潛力；只有建築物（規劃）規例限定甲類地皮地積比最高為8倍；另外當時沒有保護維港的高度限制能影響建築樓面面積計算。
發展商及後申請更改為丙類地盤（最高10倍地積比），並建議鋪築兩條內街使其符合丙類地盤定義，但最終與小西灣運動場接連的行人道被定義為街道，只需建築一條4.5米闊的內街（令地盤減去201平方米）。當然地盤分類的法律原意為地積比影響該地盤的消防安全以致交通流量等等，故此改變用途只符合法律字面定義，但因為沒有城市規劃大綱圖，故無需通過城市規劃委員會便能通過改變。若當年有城市規劃大綱圖的限制而需提交城規會審議，申請不一定通過。
屋宇署建築事務監督批出地盤的最終建築圖則顯示：住用部分建築樓面面積（Permitted GFA）為223,914平方米（8.819地積比）、商用樓面建築樓面面積44,989 平方米而沒有另外補地價。以總建築樓面面積計算，平均呎價每平方米43956港元，或每平方英尺4086港元（未計算發水，如會所設施，使地價最終少於4086元, 不入住宅平均呎價六大）。
審計署批評地政總署當年沒有好好釐清地積比及許可建築樓面面積（GFA）於賣地地契內，使當年拍賣可能因為被低估發展潛力而令發展商的出價不是當年地皮市價，變相影響政府賣地收入

## 爭議
2012年7月，強颱風韋森特襲港，藍灣半島約30多個單位窗戶被吹至爆裂，玻璃碎四散，室內變成澤國。有居民慨嘆自己猶如居住於寮屋區，質疑屋苑是否豆腐渣工程。

## 流行文化
無綫電視2003年劇集《十萬噸情緣》在屋苑平台拍攝。
無綫電視劇集《溏心風暴》在屋苑泳池平台取景第二集。

## 參看
- 藍灣廣場

## 外部連結
- 藍灣半島官方網站 （页面存档备份，存于）
- 藍灣半島地圖 （页面存档备份，存于）
- 藍灣半島專頁 （页面存档备份，存于）